# Sylvestre Sbille
Sylvestre Sbille est un réalisateur et scénariste belge originaire de Namur. Il est également romancier.

## Biographie
Sylvestre Sbille ne porte ni le nom de son père (l’économiste Paul Jorion), ni celui de sa mère (l’écrivain Corinne Hoex)[réf. nécessaire]. Après des études à l’Université libre de Bruxelles (Histoire de l’art et archéologie), il fait l’INSAS, en section montage.
Après un cursus comme monteur, et à différents postes sur des longs métrages, il partage à présent son temps entre le documentaire (Au bord du monde – Saint Kilda, 2007, Que les Diables m’emportent, 2014) et la fiction (Les Demoiselles, 2004, Le grand jeu, 2010, Je te survivrai, Les Grands Seigneurs). Il écrit également dans les colonnes culture du journal L’Echo.
En septembre 2019 il publie son premier roman, J'écris ton nom, aux Editions Belfond. Finaliste de plusieurs prix dont celui de la librairie Filigranes, il est couronné par le Prix des lecteurs des libraires Club. Le roman revient sur la vie de Youra Livchitz et sur les faits de résistance liés au Convoi n°20.
En mars 2021 sort son deuxième roman, Massada, aux Editions Plon.
En septembre 2022, son deuxième long-métrage, Les Grands Seigneurs, sort sur les écrans en Belgique. Le film gagne le Prix du Public au Festival international du film francophone de Namur, et un double prix d'interprétation pour Renaud Rutten et Damien Gillard au Festival international du film de comédie de Liège.
Il est marié avec Emmanuelle Pirotte ; le couple a eu deux enfants.

## Filmographie
- 2001 : Des racines et des songes (documentaire)
- 2003 : Les Demoiselles (court métrage)
- 2007 : Au bord du monde (documentaire)
- 2010 : Le Grand Jeu (court métrage)[réf. nécessaire]
- 2013 : Je te survivrai
- 2022: Les grands seigneurs (long métrage)

## Récompenses
- Prix du premier film à la 5e cérémonie des Magritte du cinéma[7]
- Prix des lecteurs des librairies Club pour J'écris ton nom.
- Prix du Public au Festival international du film francophone de Namur pour Les Grands Seigneurs [5]